# Ножовка (приток Малой Шолги)
Ножовка — река в России, протекает в Подосиновском районе Кировской области. Устье реки находится в 3 км по правому берегу реки Малая Шолга. Длина реки составляет 13 км.
Исток реки в болотах на границе с Вологодской областью в 17 км к юго-западу от города Луза. Генеральное направление течения - юго-восток, всё течение проходит по ненаселённому лесному массиву. Впадает в Малую Шолгу в 2 км к северо-востоку от села Заречье.

## Данные водного реестра
По данным государственного водного реестра России и геоинформационной системы водохозяйственного районирования территории РФ, подготовленной Федеральным агентством водных ресурсов:
- Бассейновый округ — Двинско-Печорский
- Речной бассейн — Северная Двина
- Речной подбассейн — Малая Северная Двина
- Водохозяйственный участок — Юг
- Код водного объекта — 03020100212103000011610